# The Matrix (franchise)
The Matrix er en amerikansk mediefranchise bestående af fire spillefilm, der begyndte med The Matrix (1999) og fortsatte med tre fortsættelser, The Matrix Reloaded, The Matrix Revolutions (begge fra 2003) og The Matrix Resurrections (2021). De første tre film blev skrevet og instrueret af The Wachowskis og produceret af Joel Silver. Manuskriptet til den fjerde film blev skrevet af David Mitchell og Aleksandar Hemon, blev instrueret af Lana Wachowski og blev produceret af Grant Hill, James McTeigue og Lana Wachowski. Franchisen ejes af Warner Bros., som distribuerede filmene sammen med Village Roadshow Pictures.

## Film
| Film                     | Udgivelsesdato    | Instrueret af  | Skrevet af                                        | Produceret af                               |
| ------------------------ | ----------------- | -------------- | ------------------------------------------------- | ------------------------------------------- |
| The Matrix               | 31. marts 1999    | The Wachowskis | The Wachowskis                                    | Joel Silver                                 |
| The Matrix Reloaded      | 15. maj 2003      | The Wachowskis | The Wachowskis                                    | Joel Silver                                 |
| The Matrix Revolutions   | 5. november 2003  | The Wachowskis | The Wachowskis                                    | Joel Silver                                 |
| The Matrix Resurrections | 22. december 2021 | Lana Wachowski | Lana Wachowski, David Mitchell & Aleksandar Hemon | Grant Hill, Lana Wachowski & James McTeigue |